# 扎巴利

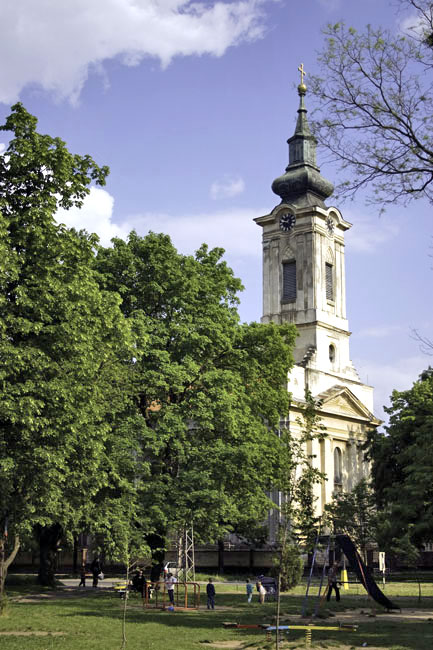

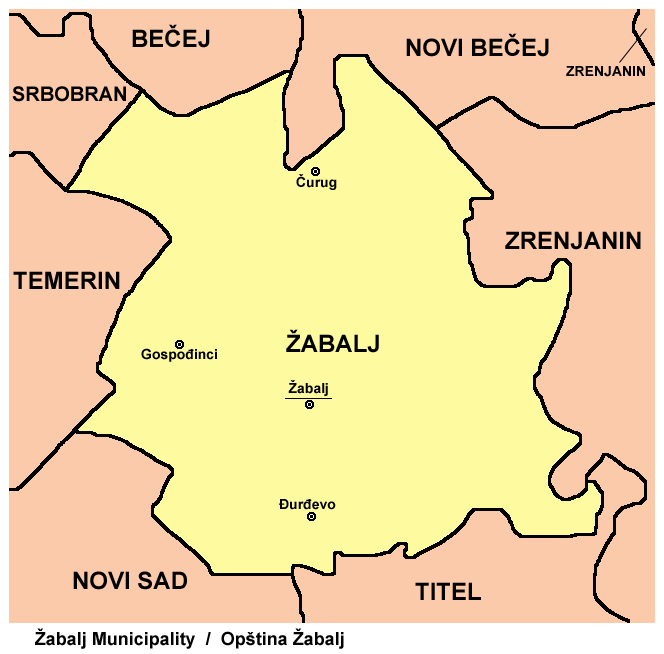

扎巴利是塞爾維亞的城鎮，由南巴奇卡州負責管轄，位於該國北部蒂薩河畔，面積131平方公里，海拔高度80米，主要經濟活動有農業、製糖業和商業，2011年人口9,107。

## 外部連結
- Official presentation of Zabalj municipality （页面存档备份，存于）
- Ravnica magazine - Zabalj Current Local News （页面存档备份，存于）
- zabalj
- zabalj